# Oscar Vicente Ojea Quintana
Oscar Vicente Ojea Quintana (Buenos Aires, 15 ottobre 1946) è un vescovo cattolico argentino, dal 30 dicembre 2024 vescovo emerito di San Isidro.

## Biografia
Oscar Vicente Ojea Quintana è nato a Buenos Aires il 15 ottobre 1946.

### Formazione e ministero sacerdotale
Ha compiuto gli studi ecclesiastici nei seminari minore e maggiore di Buenos Aires e ha conseguito il baccalaureato in teologia presso la Pontificia università cattolica argentina.
Il 25 novembre 1972 è stato ordinato presbitero per l'arcidiocesi di Buenos Aires nella chiesa di San Benedetto Abate a Buenos Aires da monsignor Juan Carlos Aramburu. In seguito è stato vicario parrocchiale delle parrocchie di Maria Regina dal 1973 al 1975, San José de Flores dal 1975 al 1977, Nostra Signora della Pietà dal 1977 al 1979, San Benedetto Abate dal 1979 al 1981 e San Giuseppe del Patrocinio dal 1981 al 1982. Successivamente è stato parroco delle parrocchie di Santa Maddalena Sofia Barat dal 1982 al 1987, Santa Rosa da Lima dal 1987 al 1994 e Nostra Signora del Perpetuo Soccorso, una delle più popolose di Buenos Aires, dal 1994 al 2006. Ha prestato servizio per diversi mandati come decano della Zona 2. È stato anche superiore della comunità al seminario metropolitano di Villa Devoto, consigliere arcidiocesano del Movimento della Famiglia Cristiana, vice-consigliere della segreteria arcidiocesana per la famiglia, membro della commissione arcidiocesana per la preparazione del corso annuale per il clero giovane, membro del consiglio presbiterale e parroco consultore.
Nel settembre del 1995 papa Giovanni Paolo II lo ha nominato prelato d'onore di Sua Santità.

### Ministero episcopale
Il 24 maggio 2006 papa Benedetto XVI lo ha nominato vescovo ausiliare di Buenos Aires e titolare di Suelli. Ha ricevuto l'ordinazione episcopale il 2 settembre successivo dal cardinale Jorge Mario Bergoglio, arcivescovo metropolita di Buenos Aires, co-consacranti l'arcivescovo emerito di Rosario Eduardo Vicente Mirás e l'arcivescovo metropolita di La Plata Héctor Rubén Aguer. Ha prestato servizio come vicario episcopale della zona centrale dell'arcidiocesi che comprende 52 parrocchie nei decanati di Boca-Barracas, Centro, Nord, Pompei e Once.
Il 7 ottobre 2009 è stato nominato vescovo coadiutore di San Isidro. Il 30 dicembre 2011 è succeduto alla medesima sede.
Nel marzo del 2009 e nel maggio del 2019 ha compiuto la visita ad limina.
Dal 7 novembre 2017 al 12 novembre 2024 è stato presidente della Conferenza episcopale dell'Argentina. In seno alla stessa nel 2011 era stato chiamato a succedere al vescovo Fernando María Bargalló come presidente della commissione episcopale per la Caritas argentina.
Il 30 dicembre 2024 papa Francesco ha accolto la sua rinuncia, presentata per raggiunti limiti di età, al governo pastorale della diocesi di San Isidro; gli è succeduto il vescovo coadiutore Guillermo Caride.

## Genealogia episcopale e successione apostolica
La genealogia episcopale è:
- Cardinale Scipione Rebiba
- Cardinale Giulio Antonio Santori
- Cardinale Girolamo Bernerio, O.P.
- Arcivescovo Galeazzo Sanvitale
- Cardinale Ludovico Ludovisi
- Cardinale Luigi Caetani
- Cardinale Ulderico Carpegna
- Cardinale Paluzzo Paluzzi Altieri degli Albertoni
- Papa Benedetto XIII
- Papa Benedetto XIV
- Papa Clemente XIII
- Cardinale Bernardino Giraud
- Cardinale Alessandro Mattei
- Cardinale Pietro Francesco Galleffi
- Cardinale Giacomo Filippo Fransoni
- Cardinale Carlo Sacconi
- Cardinale Edward Henry Howard
- Cardinale Mariano Rampolla del Tindaro
- Cardinale Antonio Vico
- Arcivescovo Filippo Cortesi
- Arcivescovo Zenobio Lorenzo Guilland
- Vescovo Anunciado Serafini
- Cardinale Antonio Quarracino
- Papa Francesco
- Vescovo Oscar Vicente Ojea Quintana

La successione apostolica è:
- Vescovo Martín Fassi (2014)
- Vescovo Guillermo Eduardo Caride (2018)
- Vescovo Raúl Pizarro (2021)